# Jan Basta (historyk)
Jan Witold Basta (ur. 29 listopada 1957 w Nowym Sączu, zm. 21 października 2019 w Rzeszowie) – polski historyk i ekonomista, dr hab. nauk humanistycznych, dyrektor Archiwum Państwowego w Rzeszowie (1993–2019).

## Życiorys
Urodził się 29 listopada 1957 jako syn Romana i Wiktorii. W 1990 roku uzyskał doktorat nauk ekonomicznych na podstawie rozprawy Spółdzielczość na Rzeszowszczyźnie w latach 1944–1974 (Społeczna i ekonomiczna rola w rozwoju regionu) na Wydziale Ekonomiczno-Społecznym Szkoły Głównej Planowania i Statystyki w Rzeszowie. 
20 listopada 2014 habilitował się na podstawie pracy zatytułowanej Bankowość komunalna w Polsce w latach 1918–1948. 
Pracował w Naczelnej Dyrekcji Archiwów Państwowych, w Instytucie Historii i Archiwistyki Państwowej Wyższej Szkole Wschodnioeuropejskiej w Przemyślu, oraz w Wyższej Szkole Zarządzania w Rzeszowie.
W latach 1993–2019 był dyrektorem Archiwum Państwowego w Rzeszowie. W latach 2001–2004 był członkiem Międzynarodowej Rady Archiwów.

## Publikacje
- Bankowość Komunalna w Polsce 1918–1948 (2013)

## Odznaczenia
- Krzyż Kawalerski Orderu Odrodzenia Polski (2018)[3][1]
- Złoty Krzyż Zasługi (2005)[4][1]
- Srebrny Krzyż Zasługi (2000)[5][1]